# Újlatin nyelvek
Az újlatin nyelvek vagy román nyelvek egymással igen közeli rokonságban álló modern nyelvek, amelyek az indoeurópai nyelvek italikus (itáliai) csoportjába tartozó latin nyelv beszélt változataiból alakultak ki. Napjainkban hozzávetőlegesen 850 millió anyanyelvi beszélője van e nyelveknek világszerte, főleg Amerikában, Európában és Afrikában. Az újlatin nyelvű európai országokat összefoglaló néven Romaniának is nevezik.
Az összes újlatin nyelv az ún. vulgáris latinból származik, ami Róma valóságos, tehát beszélt nyelve volt, és melynek változásait az irodalmi nyelv jóval kevésbé, vagy egyáltalán nem követte (azaz már igen korán kétféle nyelvállapotról beszélhetünk), és a különbség utóbb egyre nagyobb lett (bár az irodalmi nyelv, melyből aztán a középkor nemzetközi nyelve lett, maga is sokat változott közben). Tekintve, hogy az oktatásban mindenkor mutatkozott igény arra, hogy a beszélt nyelvet újra és újra közelítsék az ideálisnak elképzelt aranykori állapotokhoz (a legnagyobb presztízsű szövegek és a latin Biblia nyelvéhez), a folyamatos átalakulás egy bonyolult kölcsönhatás volt az írott és beszélt nyelvváltozatok között.
Az i. e. 3. század és i. sz. 2. század között a latin vált az uralkodó nyelvvé a Földközi-tenger térségében az Ibériai-félszigettől a Balkánig. A latin volt a birodalom nyugati felében az érvényesülés, a kereskedelem, a jog (utóbb pedig a kereszténység) nyelve, az áttérésre tehát sokféle erőteljes motiváció hatott. A római provinciákban változatos tendenciák érvényesültek, s meglepő gyorsasággal merült feledésbe számos helybeli nyelv, és a kulturális asszimilálódás is igen erőteljes volt, mivel a birodalomnak nem volt sem közös nyelvi, sem közös kultúrpolitikája. Az idő múltával a vulgáris latin területi változatai folyamatosan elkezdtek helyi nyelvjárásokká, dialektusokká fejlődni. Ez a változás az 5. században a Római Birodalom felbomlása után tovább gyorsult, és elvezetett a ma ismert újlatin nyelvekhez, úgymint: portugál, spanyol, katalán, francia, olasz és román. A 15. századra az újlatin nyelvek túllépték Európa határait és a spanyol, portugál és francia terjeszkedés során eljutottak Amerikába és Afrikába. Napjainkban már az újlatin nyelvek anyanyelvi beszélőinek kétharmada Európán kívül él.
Az újlatin nyelvek pontos besorolása mindamellett nem túl egyszerű, mivel (összevetve az egyéb indoeurópai rokon nyelvekkel) még mai állapotukban is igen közel állnak egymáshoz, ún. dialektális kontinuumot alkotva. Így az egyszerűbb szövegkörnyezetekben valamennyiük között – legalább írásban – elég jó a kölcsönös érthetőség: például egy elegendő nyelvérzékkel rendelkező spanyolul beszélő szóban alapvetően meg fogja érteni a galiciai portugált, a katalánt és az olaszt, írásban a portugált, a franciát és a románt is.

## Felosztásuk, csoportosításuk

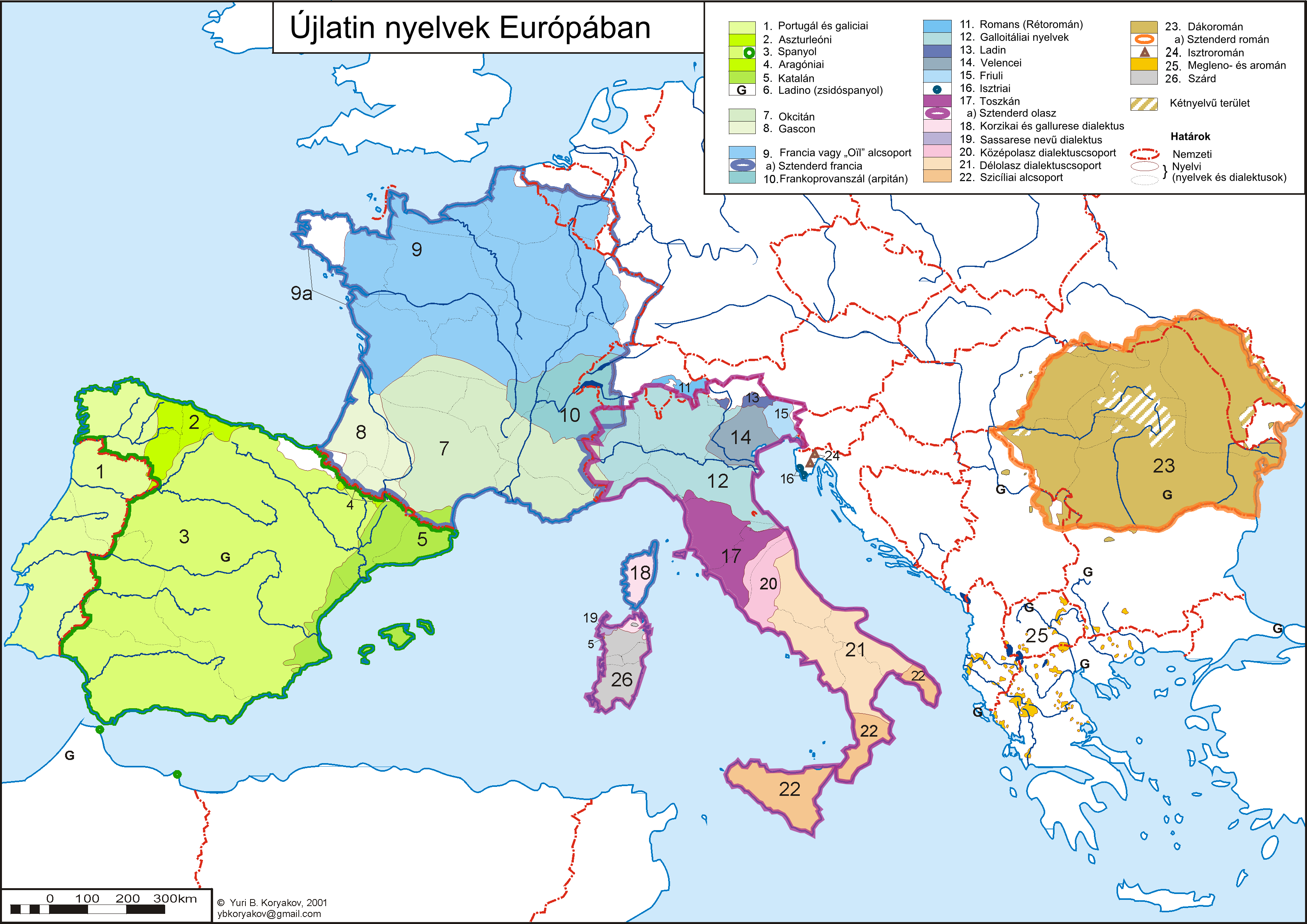
Újlatin nyelvek Európában

Az újlatin nyelvek részletesebb felosztása tekintetében mindmáig nincs egységes álláspont; a különféle csoportosítások más és más szempontokat vesznek figyelembe. Valamely nyelv konzervatívabb vagy újítóbb volta a romanizáció korával állhat kapcsolatban, illetve a szélső területek gyakran mutatnak régiesebb vonásokat a nagyobb forgalmú, dinamikusan fejlődő városokkal szemben, ezzel magyarázható többek között a szárd, a keleti újlatin nyelvek, illetve az iberoromán nyelvek hagyományőrzőbb viselkedését a latintól legmesszebbre került francia és északolasz nyelvekkel szemben.
A hagyományos nyelvészeti besorolás területi, illetve bizonyos hangtani és nyelvtani tulajdonságok alapján csoportosítja az újlatin nyelveket. E felosztás szerint a keleti újlatin nyelvek azok, amelyekben a szóközi zöngétlen zárhangok megmaradnak, és a többes számot magánhangzóval (-i, -e) képzik; a nyugati újlatin nyelvek pedig azok, amelyekben a szóközi zöngétlen zárhangok zöngésülnek, esetleg réshanggá válnak, a többes számot pedig -s hozzáadásával képzik; míg a kettő között átmenetet képeznek az olaszországi dialektusok. A választóvonalnak e tekintetben a La Spezia–Rimini olasz városokat összekötő képzeletbeli egyenes tekinthető, amelytől északra, illetve nyugatra a nyugati újlatin nyelveket, délre, valamint keletre pedig a keleti újlatin nyelveket beszélik. A csoportosítás ily módon a következőképpen alakul:
ÚJLATIN NYELVEK
- Nyugati és itáliai újlatin nyelvek
  - Nyugati újlatin nyelvek[1]
    - Iberoromán nyelvek[2]
      - portugál és galiciai
      - spanyol, asztúriai és aragóniai[3]
      - katalán

    - Galloromán nyelvek[4]
      - okcitán (és dialektusai)
      - francia (és dialektusai: vallon, pikárd stb.)
      - rétoromán dialektusok (romans, ladin és friuli)
      - galloitáliai (északolasz) dialektusok (emilián–romanyol, ligur, lombard, piemonti, velencei)

    - Déli csoport
      - szárd dialektusok[5]

  - Itáliai nyelvek[6]
    - olasz, nápolyi és calabriai dialektusok, valamint szicíliai
    - korzikai[7]
- Keleti újlatin nyelvek[8]
  - román, valamint az aromán, isztroromán és meglenoromán nyelvváltozatok[9]
  - dalmát †

Egy másféle csoportosítást az Ethnologue kiadvány tartalmaz.

## Történetük

### A „vulgáris latin”

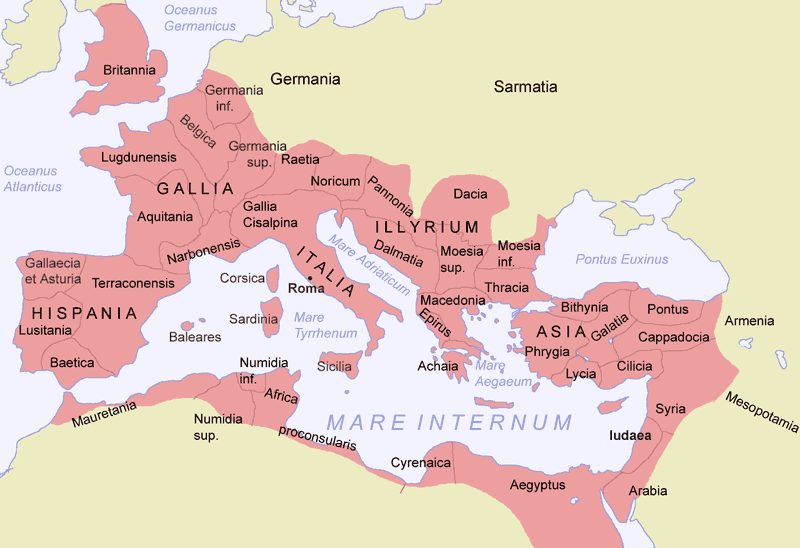
A Római Birodalom területe

A hagyományosan úgynevezett „vulgáris latin” mára már kissé elavult, téves alapokon nyugvó kifejezés a latin nyelv mindenkor élő és beszélt változataira. A latin kezdetben egy igen kis területen beszélt nyelvváltozat volt Itáliában, olyan nagy fontosságú és magasabb kultúrát közvetítő nyelvek mellett, mint például a nem indoeurópai eredetű etruszk, vagy a görög. Máig érthetetlen, hogyan terjedhetett el a latin a későbbiekben oly nagy mértékben, hiszen fordítva is történhetett volna: ha nevezetesen az etruszk válik Itália kultúrnyelvévé, akkor nagy valószínűséggel ma nem is beszélhetnénk újlatin nyelvekről. Amikor Róma felülkerekedett és meghódította először Itália többi részét, a római katonák által beszélt latin már akkor mutatott különféle szubsztrátum hatásokat (indoeurópai: kelta, oszk-umber, görög; illetve nem indoeurópai: etruszk, rhaetiai stb.). E hatásoknak köszönhető például az észak-itáliai és az összes nyugati nyelvjárásban a szóközi [p, t, k] zöngésülése [b, d, g] majd eltűnése bizonyos területeken. Mivel a latin ily módon a valóságban beszélt, élő nyelv volt, amely – mint minden nyelv – folyamatosan fejlődött, nem beszélhetünk úgy egy vulgáris latinról, mint a latintól eltérő nyelvről, hiszen a vulgáris latin volt maga a latin. Ugyanakkor egy fogalom nem utalhat egy dologra és egyidőben annak az ellenkezőjére, következésképpen a vulgáris latin, mint egységes nyelv, soha nem létezett. A folyamat éppen ellenkezőleg zajlott le. Róma terjeszkedése és a Mediterráneum meghódítása után szükségesség vált egy egységes, a közigazgatásban, a provinciák közötti kommunikációban és kultúra közvetítésében nélkülözhetetlen irodalmi nyelv kimunkálása, vagyis egy mesterséges nyelvi állapot létrehozása a nyelv szabályozásával, sztenderdizálásával: ennek eredménye az a klasszikus latin, amelyet ma csak latinként említünk.
A beszélt latin persze eközben folyamatosan fejlődött, regionális változatokra bomlott. A Római Birodalom széthullása után és a germán, arab hódítások folytán a közös irodalmi nyelv hatása egyre csökkent, a római provinciák közötti kommunikáció megszakadásával és az analfabetizmus növekedésével pedig az egyes latin nyelvjárások közötti különbségek kiéleződtek. A „barbár népek” (germánok, arabok) hódításaival azonban idővel kialakult egy törekvés az irodalmi latin, mint a művelt nyelv visszaállítására, azonban ezt már a nép nem értette: a hivatalos szövegeket le kellett fordítani az – azelőtt írásban nem létező, csak a mindennapi érintkezésben használt – élő latin nyelvjárásra. Ennek eredményeként születtek meg fokozatosan azok az iratok, amelyeket ma az újlatin nyelvek első emlékeinek nevezünk. Amennyiben viszont ragaszkodunk a hagyományos „vulgáris latin” megnevezéshez, mivel ez – a fentebb leírtak alapján – a mindenkor beszélt latin nyelvváltozatokra utal, valójában ma is „vulgáris latinul” beszélnek az olaszok, a spanyolok, a franciák, stb.
Az önálló újlatin nyelvek kialakulása a 3–7. századra tehető, azonban az első írásos emlékek csak a 9–10. századból maradtak fenn. Mindazonáltal csak a 13. századtól beszélhetünk valójában megszilárdult, már az irodalomban is használt önálló újlatin nyelvekről. Említést érdemel, hogy az első írásos emlékeknek nevezett szövegek készítői nem voltak tudatában annak, hogy már egy újlatin nyelvjárásban írtak: a scriptorok csupán a nép által beszélt és érthetőbb nyelvre fordították a mesterséges irodalmi nyelvet, és az általuk önkéntelenül elkövetett „hibák” (pejoratív értelemben „vulgarizmusok”) voltak a szövegekben elrejtett már újlatin (francia, spanyol, olasz stb.) szavak. E nyelvemlékek és a latin szövegekben elszórt újlatin elemekből annyi bizonyos, hogy ezek a nyelvek beszélt formájukban már a 7. században létezhettek.

### A Római Birodalom felbomlása után
A Római Birodalom felbomlása után az 5. században a germán, szláv, hun és egyéb törzsekkel folytatott háború során a Római Birodalom keleti területei elszakadtak a többi résztől (Keletrómai Birodalom), majd a Balkánon a latin helyét átvették a szláv nyelvek, és terjeszkedésük folyamán elszigetelték a román nyelvet beszélők területét a latin nyelvű világtól, amihez még az is hozzájárult, hogy beszélőik az ortodox (görög rítusú) egyházhoz tartoztak. A román nyelv innentől kezdve külön fejlődési útra lépett. A nyugati területeken a germán törzsek folyamatos betörései bomlasztották a birodalmat, ami a kereskedelemnek és a belső emberáramlásnak szabott gátat. Ez az elszigeteltség vezetett a nép körében a helyi nyelvváltozatok megjelenéséhez, bár a hivatalos életben még mindig csak a klasszikus aranykori latin volt elfogadott, amit már a nép egyáltalán nem, vagy csak kis mértékben értett meg. Az írott és beszélt nyelv eltávolodása egyfajta tudathasadásos állapotot idézett tehát elő a beszélők körében: az iskolában oktatott nyelvváltozathoz képest a beszélt mindig „közönségesebbnek”, „rontottnak” minősült egészen addig, amíg a 9–10. században polgárjogot nem nyertek a dialektusok, és elkezdték írásban is használni őket. Erre a korra datálódnak az ún. „újlatin nyelvemlékek”, azaz a területi vulgáris dialektusok első írásos emlékei.
A 10. századra a helyi nyelvek számos változáson mentek át és egyre jobban eltávolodtak egymástól:
- az 5. századra elvált egymástól a keleti újlatin nyelvek és a nyugati újlatin nyelvek ága;
- a 8. századra különvált a gallo-ibér és az italo–dalmát csoport;
- a 10. századra elszakadt egymástól a galloromán és az ibériai (iberoromán) csoport.

## A latintól az újlatin nyelvekig
Ahogy arról az előzőekben már szó esett, a nép által beszélt latin, vagyis a vulgáris latin erősen eltért az írásban őrzött latin nyelvtől. Mivel a vulgáris latin nagyon sokáig nem volt írott nyelv (írásban történő első megjelenéseit nevezik ma az újlatin nyelvek első emlékeinek), ezért a mai újlatin nyelvek alapján csak feltételezéseink lehetnek arról, hogy a kiejtés és a szóhasználat mennyire különbözött a klasszikus irodalmi nyelvtől. A vulgáris latin nyelvhasználatban létrejött változások alapja – akárcsak bármely népies nyelv esetében – a beszélők egyszerűsítési szándéka volt, ezzel magyarázható a legtöbb hang- és alaktani változás: például a klasszikus nyelv mássalhangzó-torlódásainak feloldódása hangkiesés, hasonulás vagy palatalizáció útján; a szóközi zöngétlen hangok zöngésülése vagy eltűnése bizonyos változatokban; a kettőshangzók összeolvadása egyszerű magánhangzóvá; a magánhangzók mennyiségi különbségének átalakulási minőségi különbségekké; a kettős mássalhangzók leegyszerűsödése, stb. Az alaktani változásokra jellemző a névszóragozás erős redukciója (majdnem teljes eltűnése), az igeragozási rendszer átalakulása, a határozott névelő kifejlesztése stb. E változások természetesen nem voltak minden területen egységesek (hiszen ha így lett volna, nem beszélnénk különböző újlatin nyelvekről), és kisebb-nagyobb mértékben befolyásolták az őslakosság, illetve a később érkező hódító népek nyelvei is. A főbb eltéréseket az alábbiakban foglaljuk össze.

### Hangtani változások
- Néhány kivételes esettől (például lombard, rétoromán dialektusok) eltekintve eltűnt a rövid és hosszú magánhangzók fonológiai megkülönböztetése, amelyet a hangsúly szerepe váltott fel. A vulgáris latinban és az újlatin nyelvekben (néhány – általában nyelvjárási – kivételtől eltekintve) a magánhangzók hosszúsága csupán a hangsúly másodlagos kísérőjelenségeként fordulhat elő, többnyire csak nyílt szótagban, azonban nem kötelező érvényűen. E fonológiai megkülönböztetés eltűnésére a következő lehetséges magyarázatok léteznek: 1) statisztikailag, a latin szavak többségében a magánhangzók rövidek voltak; 2) a hosszú magánhangzók többsége hangsúlyos szótagban fordult elő; 3) a hangsúlyos rövid magánhangzók a hangsúly hatására meghosszabbodtak, a hangsúlytalan hosszú magánhangzók pedig lerövidültek. Következésképpen a hangsúlyos magánhangzók azonossá váltak a hosszú (pontosabban hosszabb) magánhangzókkal, a hangsúlytalanok pedig a rövidekkel, vagyis többé nem volt a hosszúság megkülönböztető értékű, hanem a hangsúllyal azonosult.
- Az eredeti latin kettőshangzókból (ae, au, oe) nyílt e, o, illetve zárt e lett, majd később a nyílt e és o a legtöbb újlatin nyelvben kettőshangzóvá alakult (például latin caelum > olasz és spanyol cielo, francia ciel, ’ég[bolt]’; latin novus > olasz nuovo, spanyol nuevo, francia nouveau, ’új’; latin aurum > olasz és spanyol oro, francia or, ’arany’; latin fortis > spanyol fuerte, román foarte, ’erős’ ; stb.).
- Lekoptak a szóvégi -c, -d, -m, -t mássalhangzók – amelyek a névszóragozásban és bizonyos igealakokban jelentésmegkülönböztető szerepet is betöltöttek (például a latin cantabam ’énekeltem’ és cantabat ’énekelt’ a spanyolban mindkettő cantaba, csupán a szövegkörnyezetből, illetve az opcionálisan használható személyes névmásból derül ki a cselekvő személye) –, illetve a keleti újlatin nyelvekben a szóvégi -s is.
- A latin rövid i, u magánhangzók – nyelvjárástól függően – megnyíltak, és e, o hangokká váltak.
- A hátul képzett k és g hangok a vulgáris latinban elöl képzett *ty > c, illetve *gy > dzs hangokká váltak (kivétel bizonyos szárd nyelvjárásokban), majd a nyugati újlatin nyelvekben tovább alakultak sz és zs hangokká.
- A félhangzós (j-nek ejtett) latin i hang palatális rés- vagy zár-rés-hanggá (dzs, s, zs) alakult – a spanyolban már egy későbbi, másodlagos fejleményként bizonyos szavakban összeolvadt a g/j-vel és az x-szel jelölt zs/s hangokkal és velarizálódott, azaz [x] hanggá alakult (például latin Iunius > olasz giugno – dzs-vel ejtve –, spanyol junio – [x]-vel ejtve, ’június’; latin iam > olasz già, portugál já – zs-vel ejtve, viszont spanyol ya – j-vel ejtve, legalábbis a művelt köznyelvben – ’már’).
- A latin szókezdő cl-, fl-, és pl- csoportok a nyelvterület legnagyobb részén – a francia, katalán és okcitán kivételével – különböző egyszerűsödéseket szenvedtek: az olaszban megtartották az első mássalhangzót, az l pedig palatalizálódott, vagyis [j] hanggá alakult (például latin plus > olasz più, ’több’; latin flore(m) > olasz fiore, ’virág’); a spanyolban jésült az l és az első hang kiesett (például latin clamare > spanyol llamar, ’hívni’; latin pluvia > spanyol lluvia, ’eső’; latin flamma > spanyol llama, ’láng’) vagy pedig a csoport változatlan maradt (például latin claru(m) > spanyol claro, ’világos’; latin flore(m), flores > spanyol flor, flores, ’virág, virágok’); a szárdban az l hang r-ré változott (például latin plus → szárd prus); a portugálban hol cr, fr, pr lett belőlük, hol palatalis réshanggá (magyar s) váltak. A franciában nem történt változás (latin florem > francia fleur; latin plenu(m) > francia plein, ’tele’).
- Az egyszerű szóközi zöngétlen zárhangok [p, t, k] a nyugati újlatin nyelvekben zöngésültek, majd ellágyultak, a [b, d, g] pedig (a franciában már a [p, t, k] is) eltűntek, keleten általában megmaradtak (például latin vita > olasz vita; de spanyol, portugál, szárd vida, és francia vie, ’élet’).
- A latin szóközi mássalhangzó-torlódások (-ct-, -pt-, -gn- stb.) – hasonulással, palatalizálódással, hangkieséssel – leegyszerűsödtek (például latin octo > olasz otto, spanyol ocho, portugál oito, román opt, ’nyolc’).
- A szókezdő s+mássalhangzó torlódásokat a nyugati újlatin nyelvek egy magánhangzó (e- vagy i-) betoldásával oldották fel – majd a franciában az -s el is tűnt (például latin spiritus > spanyol espíritu, portugál espírito, szárd ispìritu, ’lélek’; latin stella > spanyol estrella, portugál estrela, de francia étoile, ’csillag’); az olasz ezzel szemben alaktanilag oldja fel a mássalhangzó-torlódást: s+mássalhangzós (hímnemű) szókezdet esetén a magánhangzóra végződő lo és uno névelőt használják az il és un helyett (például lo spagnolo, ’a spanyol [nyelv]’), kiegészülve azzal, hogy az olaszban – néhány elöljárón kívül – nem létezik mássalhangzóra végződő szó. E fonológiai változás oka – azzal a triviálisnak tűnő „népszerű” magyarázattal ellentétben, mely szerint a latint elsajátító őslakosság csak így tudta kiejteni a szavakat – szintén a latinban keresendő. Az s+mássalhangzó kapcsolat ugyanis a szavakon belül két különböző szótaghoz tartozott (például detestare → /de-tes-ta-re/), így a latin beszélőknek az ilyen kapcsolat furcsának bizonyult a szó elején. Vagyis tulajdonképpen „szótagosították” a mássalhangzó előtt álló szó eleji s hangot egy i- hozzátételével, amely a nyugati újlatin nyelvekben (a rövid magánhangzók rendes fejlődésének megfelelően) e-vé vált. Az első erre utaló nyomokat Rómából származó feliratokon találták a II. században (például ismaragdus < smaragdus, ’smaragd’). Bár a régi olaszban is megvolt, a modern olaszban valószínűleg azért nem maradt meg e jellemző, mert mivel minden szó magánhangzóra végződik, a beszédben nem fordulhat elő mássalhangzó-torlódás a szavak találkozásánál.
- Általános jelenség továbbá a szóvégek, főleg a latin -e(m), -u(m) kisebb-nagyobb mértékű lekopása: a szóvégi magánhangzó az olaszban mindenhol, a spanyolban és a portugálban az -z (< -ce[m]), -l (< -le[m]), -n (< -ne[m]), -r (< -re[m]) és -d(e) (< -te[m]) kivételével megmaradt; a románban, franciában, katalánban stb. eltűnt.
- A többes szám újlatin képzési módjainak eredete máig vita tárgyát képezi. A hagyományos elméletek szerint a keleti újlatin nyelvekben a latin magánhangzós tövű alanyeset többes számának -i és -ae végződése, míg nyugaton a latin tárgyesetű -s, vagy -es képzési mód maradt meg (például latin casa/casae > olasz casa/case, de spanyol casa/casas); ugyanígy latin amore(m)/amores > spanyol amor/amores, viszont olasz amore/amori). Az újabb feltevések szerint eredetileg mindenhol -s-szel képezték a többes számot a vulgáris latinban, csak mivel a keleti latinságban eltűnt a szóvégi -s, más megoldást kellett keresni: s ezt váltotta fel az alanyesetű többes szám. Megint mások úgy vélik, hogy az -i, -e többes számú képzési mód is az -es-ből származik, azonban ez hangtanilag nem igazolható.

### Alaktani változások
Ebben a részben négy lényeges változásról kell szólnunk. A legszembetűnőbb, amely megkülönbözteti a latint az újlatin nyelvektől, a névszóragozás erős leegyszerűsödése; az alapvetően kétféle többesszámképzési mód kialakulása, a határozott névelő kifejlesztése, valamint az igeragozás átalakulása.

#### A névszóragozás redukciója
Az újlatin nyelvek többségében a névszóragozás szinte teljesen eltűnt (kivétel a román nyelvben, ahol szintén lényegesen leegyszerűsödve ugyan, de a nőnemű főnevek, illetve a szó végéhez kapcsolt határozott névelő esetei megmaradtak), és mindössze hímnem – nőnem, egyes szám – többes szám megkülönböztetésére korlátozódott. A névszóragozás leegyszerűsödése két fő okra vezethető vissza. Az egyik, amint már említettük, a szóvégi mássalhangzók lekopása (a szóvégi -m például már a klasszikus korban nem hangzott), amelyek a legtöbbször az esetragokat jelölték; szintén ehhez kapcsolódik a hosszú–rövid magánhangzó szembenállás eltűnése (például bizonyos szavaknál csak ez különböztette meg egymástól az egyes- és a többes számú alakot). Ez a hangtani jellegű változás, mindazonáltal, még nem indokolja teljesen az esetrendszer eltűnését, hiszen ugyanúgy érintette az igeragozást is, amely viszont mégsem tűnt el, sőt, mondhatni még bonyolultabbá vált az újlatin nyelvekben. A másik okot tehát nem a fonetikában, hanem a mondattanban kell keresni. A latin szavakat ugyanis általában elöljárószóval használták a mondatokban, a névszóragozással együttesen (amely eleve bonyolult és sokszor következetlen volt), vagyis az elöljárószó és névszó kapcsolata már önmagában kifejezte a jelentésviszonyokat. Következésképpen a névszóragozás lassan szükségtelenné vált, és bőven beérte a szám és a nyelvtani nem megkülönböztetésével.
A latin esetrendszer maradványai egyedül a személyes névmásoknál találhatóak meg, azonban ez is jóval egyszerűbbé vált: a részes és a tárgyeset a harmadik személyek kivételével összekeveredett, ezzel szemben kialakult egy hangsúlyos és hangsúlytalan szembenállás a névmások között oly módon, hogy a hangsúlyos alakok önállóan, elöljárószóval használatosak a mondatban, míg a hangsúlytalan névmások az igéhez szorosan kapcsolódó ún. kötött morfémák, és a helyük is szigorúan szabályozott a mondatban. Példaként az olaszban a hangsúlyos alakok a latin tárgyesetből (me, te), a hangsúlytalanok pedig a részes esetből (mi, ti < mihi, tibi) származnak; a spanyolban pontosan fordítva történt: a hangsúlyos alakok származnak a latin részes esetből (mí, ti < mihi, tibi), míg a hangsúlytalanok a tárgyesetből (me, te). Mivel ezek a névmások a részes és a tárgyesetet is jelölhetik, sokszor csak a szövegkörnyezetből, illetve az ige jelentéséből derül ki, hogy mikor melyikről van szó, de bizonyos esetekben a beszélő számára semmilyen különbség nincs a részes és a tárgyeset között (éppen ezért az újlatin nyelvekben a modern grammatikusok már nem is tárgy- és részes esetről, hanem ún. közvetlen és közvetett bővítményről beszélnek).

#### A többes szám képzési módja
A keleti és italo-dalmát, illetve a nyugati újlatin nyelvek közötti egyik legszembetűnőbb különbség a többes szám képzésének módjai, melynek eredete máig vita tárgyát képezi. A hagyományos elméletek szerint a keleti újlatin nyelvekben a latin magánhangzós tövű alanyeset többes számának -i és -ae végződése, míg nyugaton a latin tárgyesetű -s, vagy -es képzési mód maradt meg (például latin casa/casae → olasz casa/case, de spanyol casa/casas; ugyanígy latin amor/amores → spanyol amor/amores, viszont olasz amore/amori). Az újabb feltevések szerint eredetileg mindenhol -s-szel képezték a többes számot a vulgáris latinban, csak mivel a keleti latinságban eltűnt a szóvégi -s, más megoldást kellett keresni: s ezt váltotta fel az alanyesetű többes szám. Megint mások úgy vélik, hogy maga az -i, -e többes számú képzési mód is az -es-ből származik, azonban ez hangtanilag nem igazolható. Az alábbiakban néhány példa látható a többes szám képzésére.
Nyugati latinság
- spanyol: Todos los seres humanos
- portugál: Todos os seres humanos
- francia: Tous les êtres humains
- katalán: Tots els èssers humans
- okcitán: Totes los èssers umans
- szárd: Totu sos èsseres umanos

Keleti latinság
- olasz: Tutti gli esseri umani
- román: Toate fiinţele umane

#### A határozott névelő kialakulása
Az újlatin nyelvek nem csupán a latin leegyszerűsödésével jöttek létre: természetesen kifejlesztettek olyan sajátosságokat is, amelyek a latinban nem voltak meg. Az egyik legjelentősebb ilyen újítás a határozott névelő megjelenése, amely a latin mutatónévmások rövidüléséből származik. A határozott névelő az újlatin nyelvek többségében a latin ille (jelentése: „az, amaz”) mutatónévmásból alakult ki. Ez alól kivételt jelent a szárd és a baleár-szigeteki katalán, ahol a névelő a latin ipse, ipsa, ipsum, ipsos, ipsas alakokból fejlődött ki (baleári katalán es, sa, ses, sos és szárd su, sa, sos, sas, is). Az alábbiakban az ille szó különböző alakjainak rövidüléséből származó névelők kialakulását fogjuk tárgyalni.
| Az ille („az, amaz”) mutatónévmás alakjai a latinban | Az ille („az, amaz”) mutatónévmás alakjai a latinban | Az ille („az, amaz”) mutatónévmás alakjai a latinban | Az ille („az, amaz”) mutatónévmás alakjai a latinban | Az ille („az, amaz”) mutatónévmás alakjai a latinban | Az ille („az, amaz”) mutatónévmás alakjai a latinban | Az ille („az, amaz”) mutatónévmás alakjai a latinban | Az ille („az, amaz”) mutatónévmás alakjai a latinban | Az ille („az, amaz”) mutatónévmás alakjai a latinban | Az ille („az, amaz”) mutatónévmás alakjai a latinban | Az ille („az, amaz”) mutatónévmás alakjai a latinban | Az ille („az, amaz”) mutatónévmás alakjai a latinban |
| Nominativus (alanyeset)                              | Nominativus (alanyeset)                              | Nominativus (alanyeset)                              | Nominativus (alanyeset)                              | Nominativus (alanyeset)                              | Nominativus (alanyeset)                              | Accusativus (tárgyeset)                              | Accusativus (tárgyeset)                              | Accusativus (tárgyeset)                              | Accusativus (tárgyeset)                              | Accusativus (tárgyeset)                              | Accusativus (tárgyeset)                              |
| hímnem                                               | hímnem                                               | nőnem                                                | nőnem                                                | semlegesnem                                          | semlegesnem                                          | hímnem                                               | hímnem                                               | nőnem                                                | nőnem                                                | semlegesnem                                          | semlegesnem                                          |
| ---------------------------------------------------- | ---------------------------------------------------- | ---------------------------------------------------- | ---------------------------------------------------- | ---------------------------------------------------- | ---------------------------------------------------- | ---------------------------------------------------- | ---------------------------------------------------- | ---------------------------------------------------- | ---------------------------------------------------- | ---------------------------------------------------- | ---------------------------------------------------- |
| egyes                                                | többes                                               | egyes                                                | többes                                               | egyes                                                | többes                                               | egyes                                                | többes                                               | egyes                                                | többes                                               | egyes                                                | többes                                               |
| ille                                                 | illi                                                 | illa                                                 | illae                                                | illud                                                | illa                                                 | illum                                                | illos                                                | illam                                                | illas                                                | illud                                                | illa                                                 |

| A határozott névelő az újlatin nyelvekben | A határozott névelő az újlatin nyelvekben | A határozott névelő az újlatin nyelvekben | A határozott névelő az újlatin nyelvekben | A határozott névelő az újlatin nyelvekben | A határozott névelő az újlatin nyelvekben | A határozott névelő az újlatin nyelvekben |
| ----------------------------------------- | ----------------------------------------- | ----------------------------------------- | ----------------------------------------- | ----------------------------------------- | ----------------------------------------- | ----------------------------------------- |
|                                           | hímnem                                    | hímnem                                    | nőnem                                     | nőnem                                     | semlegesnem                               | semlegesnem                               |
| egyes                                     | többes                                    | egyes                                     | többes                                    | egyes                                     | többes                                    |                                           |
| latin                                     | ille, illum                               | illi, illos                               | illa, illam                               | illae, illas                              | illud                                     | illa                                      |
| keleti és italo-dalmát újlatin nyelvek    |                                           |                                           |                                           |                                           |                                           |                                           |
| olasz                                     | il, lo                                    | i, gli                                    | la                                        | le                                        | –                                         | —                                         |
| szicíliai                                 | lu                                        | li                                        | la                                        | li                                        | –                                         | —                                         |
| román                                     | -ul                                       | -i                                        | -a                                        | -le                                       | –                                         | —                                         |
| nápolyi                                   | 'o (lo)                                   | 'e (le)                                   | 'a (la)                                   | 'e (le)                                   | 'o (lo)                                   | 'e (le)                                   |
| nyugati újlatin nyelvek                   |                                           |                                           |                                           |                                           |                                           |                                           |
| spanyol                                   | el                                        | los                                       | la (el)                                   | las                                       | lo                                        | lo                                        |
| francia                                   | le                                        | les                                       | la                                        | les                                       | –                                         | —                                         |
| katalán                                   | el                                        | els                                       | la                                        | les                                       | 'ho                                       | los                                       |
| okcitán                                   | lo                                        | los                                       | la                                        | las                                       | –                                         | —                                         |
| portugál                                  | o                                         | os                                        | a                                         | as                                        | –                                         | —                                         |
| déli újlatin nyelvek                      |                                           |                                           |                                           |                                           |                                           |                                           |
| korzikai                                  | u (lu)                                    | i (li)                                    | a (la)                                    | i (li)                                    | –                                         | —                                         |

Megjegyzések
- Az egyes számú határozott névelő az újlatin nyelvek mindegyikében az ille szó alakjaiból fejlődött ki.
- A román névelők: A románban a határozott névelő (pontosabban fogalmazva determináns, mivel nem a név előtt áll) a szó végére kerül, például román ursul – olasz il urso, román lupa – olasz la lupa.
- A hímnemű egyes számú határozott névelő kialakulása
  - Az olasz és okcitán lo: ille > il / illum > illu > illo > lo, hasonlóan alakult a szicíliai és korzikai lu, u, de ezekben az esetekben a latin u hang nem alakult o-vá, illetve a korzikai esetében még a szókezdő l hang is lekopott csakúgy mint a nápolyi nyelvnél (ahol viszont az u hang az szintén o-vá alakult).
  - A spanyol és katalán el: ille > il > el / illum > illu > illo > lo, hasonlóan alakult az olasz il és a román -ul is, de az olaszban megmaradt az i hang a románban meg u betűvé alakult.
- A nőnemű egyes számú határozott névelő kialakulása: kivétel nélkül illam > illa > la (> ’a) változás révén alakultak ki.
- A hímnemű többes számú határozott névelő kialakulása
  - A nyugati újlatin nyelvekben: illos > los (> les), a szókezdő i lekopásával.
  - A keleti újlatin nyelvekben: illi > lli > li (> i), a szókezdő i lekopásával.
- A nőnemű többes számú határozott névelő kialakulása:
  - A nyugati újlatin nyelvekben: illas > las (> les), a szókezdő i, némely esetben az l lekopása jellemző.
  - A keleti újlatin nyelvekben: a latinban az alanyi alakban kétféle hanggal képezték a többes számot -i-vel és -ae [ɛ]-vel. Ennek mintájára alakult a nőnemű többes számú határozott névelő képzése is. A legtöbb nyelvben egyszerűen a gyakoribb -i-vel váltották fel az ae hangot, míg a román és az olasz megtartotta (illae > ille > le [az olaszban], > -e [a románban]). A többi keleti újlatin nyelvben a hímnemhez hasonlóan illi > li (> i) a képzési forma.
- A semlegesnemű alakok az újlatin nyelvek többségénél eltűntek (többnyire a hímnemű alakba olvadtak bele), illetve csak speciális esetekben használják őket, főként meghatározatlan egész jelölésére.
- A déli újlatin nyelvek bár külön csoportként vannak osztályozva, valójában az italo–dalmát (korzikai) illetve a nyugati azon belül is az ibéroromán nyelvekkel (szárd) mutatnak hasonlóságokat. Természetesen egymáshoz is közel állnak.

#### Az igeragozási rendszer átalakulása
A latinban négyféle igeragozás volt: -are, -ere (másodéles), -ĕre (harmadéles) és -ire (az -ere és -ĕre csoport között csak a hangsúlyozásban volt különbség); megkülönböztettek kijelentő- (indicativus), kötő- (coniunctivus) és felszólító (imperativus) módot, valamint igeneveket, amelyeket a névszókhoz hasonlóan ragoztak. Mindhárom módnak kétféle ragozása lehetett: cselekvő és szenvedő, önálló igealakokkal; összetett (segédigével képzett) igealakok nem léteztek.
Az újlatin nyelvekben a négy igeragozási csoport többnyire megmaradt; a spanyolban és a portugálban azonban háromra redukálódott (-ar, -er, -ir, mindegyik véghangsúlyos). Az igemódok általában megmaradtak úgy, ahogy a latinban voltak; bizonyos újlatin nyelvek kifejlesztettek még feltételes módot is, amely a főnévi igenév + a habere ige folyamatos múltja igei körülírásból alakult ki (bár a spanyolban a nyelvészek egy része a feltételes mód időit a kijelentő módhoz sorolja). A szenvedő igeragozás eltűnt: a visszaható névmással ragozott alakok, illetve igei körülírások váltották fel. Például latin auditur „hallatszik” → spanyol se oye (szó szerint: „magát hallja”), vagy latin amor „szeretnek [engem]” → olasz sono amato (szó szerint: „szeretve vagyok”). Mint már említettük, míg a latinban nem léteztek az összetett igealakok, az újlatin nyelvekben az eredeti igei körülírásokból összetett igealakok alakultak ki, melyek egy része később önálló alakokká vonódott össze. Így például eltűnt a latin jövőidő – például amabo „szeretni fogok” – helyette életbe lépett az amare habeo (szó szerint: „szeretni kell/van nekem”) igei körülírás, amely az újlatin nyelvekben később összeolvadt egytagúvá: amare habeo > *amaraeo > olasz amerò, > spanyol amaré, > portugál amarei stb. Hasonlóképpen jöttek létre a feltételes igealakok: amare habebam (szó szerint: „szeretnem volt”) > *amarebam > spanyol amaría stb. Ezen kívül újabb igei körülírások is kialakultak, amelyek egy része beleolvadt az igeragozási rendszerbe, például olasz ho cantato, spanyol he cantado, román am cantat („[már] énekeltem”; < habeo cantatu(m) „nekem van énekelve”).

### A román nyelvek és a fonológiai konzervativizmus
Egy 1949-es tanulmány, amelyet az olasz-amerikai nyelvész, Mario Pei végzett, azt elemezve, hogy hét újlatin nyelv milyen mértékben tért el a vulgáris latintól az akcentusos hangképzés tekintetében, a következő eltérési mértékeket eredményezte (a magasabb százalékos arányok a vulgáris latin hangsúlyos magánhangzóitól való nagyobb eltérést jelzik):
- logudorói nyelv: 8%
- olasz: 12%
- spanyol: 20%
- román: 23,5%
- okcitán: 25%
- portugál: 31%
- francia: 44%

A tanulmány azonban hangsúlyozta, hogy csupán "nagyon elemi, hiányos és kísérleti bemutatását" képviseli annak, hogy a statisztikai módszerek hogyan mérhetik a nyelvi változásokat, "őszintén szólva önkényes" pontértékeket rendelt a különböző típusú változásokhoz, és nem hasonlította össze a mintában szereplő nyelveket a hangsúlyos magánhangzókon kívüli egyéb jellemzők vagy eltérési formák tekintetében, többek között. 

## Mai helyzetük
A legszélesebb körben beszélt újlatin nyelv a spanyol, azután a portugál, francia, olasz, román és katalán. A katalán kivételével ezen nyelvek mindegyike több országnak is a nemzeti és egyben hivatalos nyelve. A fő újlatin nyelvek mellett számos, a globalizáció és a többségi média térhódítása miatt kiveszőfélben lévő regionális újlatin nyelv is létezik.
- Olaszországban: emilián-romanyol, friuli és ladin (rétoromán), korzikai, lombard, nápolyi, szárd, szicíliai, velencei stb.
- Franciaországban: gascon, okcitán (provanszál), frankoprovanszál
- Spanyolországban: katalán (Andorra hivatalos nyelve), galíciai.

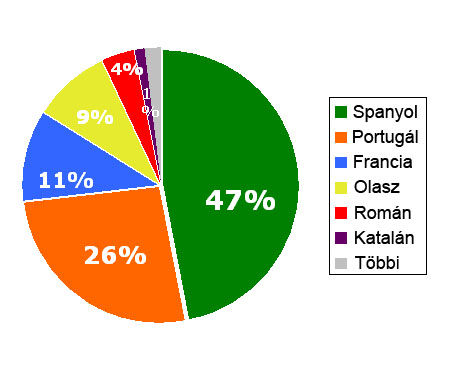
Az újlatin nyelvek beszélőinek százalékos megoszlása

A spanyol, portugál, francia, olasz és román az Európai és Latin Unió hivatalos nyelvei. A spanyol és a francia az ENSZ két hivatalos nyelve a hatból.

### Európán kívül
Az Európán kívüli újlatin nyelvek a spanyol, portugál és a francia, számos országban beszélik őket (kisebbségi nyelvként több helyen az olaszt és más újlatin nyelveket is).
- A spanyol nyelv Kanada kivételével az egész amerikai kontinensen (Észak-Amerikában Mexikóban és az Egyesült Államok déli részén, Közép- és Dél-Amerikában, Brazília kivételével) elterjedt, és Afrika, valamint Ázsia egyes részein is beszélik. Anyanyelvi beszélőinek száma közel 400 millió, ebből csak kb. 10% él az anyaországban. A legnépesebb spanyol anyanyelvű ország Mexikó, több mint 100 millió beszélővel, egyúttal itt található a világ legnépesebb spanyol nyelvű városa is, Mexikóváros.
- A portugál Dél-Amerikában és Afrika déli országaiban terjedt el. Érdekesség hogy Portugáliában az anyanyelvi beszélőknek csak 4%-a él. Anyanyelvi beszélőinek száma 200 millió.
- A franciául beszélő közösségek a világon mindenhol fellelhetőek. Hivatalos nyelvként használják több észak- és közép-afrikai országban is, ahol a lakosság nagy része anyanyelvi szinten beszéli, viszont a helyi törzsi nyelvek többségben vannak ezen országokban. 7 milliós nagyszámú, a lakosság 24%-át kitevő francia közösség él Kanadában. A franciát sok szigetországban is beszélik, mint például Haiti, Seychelle-szigetek, Mauritius stb. Mindazonáltal, összességében véve egymástól távoli kisszámú közösségek beszélik világszerte, ennélfogva beszélőinek száma a spanyoléhoz és a portugáléhoz képest viszonylag kicsi, mindössze 110 millió, ebből 70% él az anyaországban.
- Habár Olaszországnak voltak Európán kívüli gyarmatai, kivonulásuk után sehol sem maradt az olasz hivatalos nyelv, de ma is élnek olaszul beszélő kisebb közösségek észak-afrikai országokban, például Líbiában, Eritreában és Szomáliában. Argentína lakosságának legalább fele rendelkezik olasz felmenőkkel, és közülük kb. 1,5 millió beszéli is a nyelvet. Anyanyelvi beszélőinek száma kb. 60 millió.
- Romániának nem voltak gyarmatai, ezért saját régióján kívül szinte teljesen ismeretlen, viszont a Romániából Izraelbe menekült zsidó közösség magával vitte a nyelvét, így ma Izrael lakosságának 5%-a beszél románul. Anyanyelvi beszélőinek száma kb. 26 millió.

### Nemzetközileg használt újlatin nyelvek
A fenti adatok ellenére mindössze két újlatin nyelvről mondható el, hogy valódi univerzális státusza van.
- A francia a legutóbbi időkig a nemzetközi diplomáciai kapcsolatok hivatalos nyelvének számított, egyúttal több művészet nyelve is, valamint az Európai Unió fő hivatalos nyelve (az angol mellett), amelyen az összes dokumentumot meg kell őrizni.[13]
- Az olasz a zene és a zenei szakkifejezések nemzetközi nyelve.

A spanyol és a portugál – bár a legnagyobb területen e két nyelvet beszélik –, valamint a többi újlatin nyelv semmilyen kulturális státusszal nem rendelkeznek.

## Az önállósuló újlatin dialektusok első írásos emlékei

### A maiSpanyolországterületéről
A valpuestai okiratok (Cartularios de Valpuesta) a 9. századból ókasztíliai nyelvjárásban
…in loco que vocitant Elzeto cum fueros de totas nostras absque aliquis vis causa, id est, de illa costegera de Valle Conposita usque ad illa vinea de Val Sorazanes et deinde ad illo plano de Elzeto et ad Sancta Maria de Vallelio usque ad illa senra de Pobalias, absque mea portione, ubi potuerimus invenire, et de illas custodias, de illas vineas de alios omnes que sunt de alios locos, et omnes que sunt nominatos de Elzeto, senites et iubines, viriis atque feminis, posuimus inter nos fuero que nos fratres poniamus custodiero de Sancta Maria de Valle Conpossita…
A „glosszák” (Glosas Emilianenses) a 10. századból La Rioja-i (aragóniai–kasztíliai) nyelvjárásban
Cono aiutorio de nuestro duenno, duenno Xristo, duenno salbatore, qual duenno yet ena honore et qual duenno tienet ela mandatione cono patre, cono spiritu sancto enos sieculos de los sieculos. Facanos Deus Omnipotes tal serbitio fere ke denante ela sua face gaudiosos seyamus. Amen.

### A maiFranciaországterületéről
A Strasbourgi eskü (Les Serments de Strasbourg) 842-ből
Pro Deo amur et pro christian poblo et nostro commun salvament, d’ist di en avant, in quant Deus savir et podir me dunat, si salvarai eo cist meon fradre Karlo, et in aiudha et in cadhuna cosa, si cum om per dreit son fradra salvar dift, in o quid il mi altre-si fazet, et ab Ludher nul plaid numquam prindrai qui meon vol cist meon fradre Karle in damno sit.

### A maiOlaszországterületéről
Assisi Szent Ferenc: Naphimnusz (Cantico delle creature) 1225-ből
Laudato sie, mi' Signore, cum tucte le tue creature, spetialmente messor lo frate sole, lo qual è iorno, et allumini noi per lui. Et ellu è bellu e radiante cum grande splendore, de te, Altissimo, porta significatione.
Laudato si', mi' Signore, per sora luna e le stelle, in celu l'ài formate clarite et pretiose et belle.
Laudato si', mi' Signore, per frate vento et per aere et nubilo et sereno et onne tempo, per lo quale a le tue creature dài sustentamento.
Laudato si', mi' Signore, per sor'aqua, la quale è multo utile et humile et pretiosa et casta.
Laudato si', mi' Signore, per frate focu, per lo quale ennallumini la nocte, et ello è bello et iocundo et robustoso et forte.
Laudato si', mi' Signore, per sora nostra matre terra, la quale ne sustenta et governa, et produce diversi fructi con coloriti flori et herba.
Laudato si', mi' Signore, per quelli ke perdonano per lo tuo amore, et sostengo infirmitate et tribulatione.
Laudato si' mi' Signore per sora nostra morte corporale, da la quale nullu homo vivente pò scappare: guai a quelli che morrano ne le peccata mortali;
beati quelli che trovarà ne le tue santissime voluntati, ka la morte secunda no 'l farrà male.
Laudate et benedicete mi' Signore' et ringratiate et serviateli cum grande humilitate

## Az újlatin nyelvek összehasonlítása

### Szókincsbeli egyezések mértéke
Az alábbi mátrix az újlatin nyelvek közötti kölcsönös érthetőség mértékét szemlélteti a szókincsbeli egyezéseket százalékban kifejezve. Az Ethnologue 15. kiadása a referenciapontot 85%-ban adja meg: az ennél magasabb százalékok esetén, kölcsönös érthetőség szempontjából, az összehasonlított nyelvek dialektusnak tekinthetők, míg az alacsonyabb értékek már valószínűleg megnehezítik a megértést.
|           | Francia    | Katalán    | Olasz      | Portugál   | Rétoromán | Román | Spanyol | Szárd |
| --------- | ---------- | ---------- | ---------- | ---------- | --------- | ----- | ------- | ----- |
| Francia   |            | nincs adat | 89         | 75         | 78        | 75    | 75      | 80    |
| Katalán   | nincs adat |            | 87         | 85         | 76        | 73    | 85      | 75    |
| Olasz     | 89         | 87         |            | nincs adat | 78        | 77    | 82      | 85    |
| Portugál  | 75         | 85         | nincs adat |            | 74        | 72    | 89      | 78    |
| Rétoromán | 78         | 76         | 78         | 74         |           | 72    | 74      | 74    |
| Román     | 75         | 73         | 77         | 72         | 72        |       | 71      | 74    |
| Spanyol   | 75         | 85         | 82         | 89         | 74        | 71    |         | 76    |
| Szárd     | 80         | 75         | 85         | 78         | 74        | 74    | 76      |       |

### Szókészleti összehasonlítás
Az alábbi táblázatban a mindennapi életben leggyakrabban használt szavak megfelelői láthatók latinul, illetve az egyes újlatin nyelveken.
| Latin                                                                         | Katalán                  | Francia    | Olasz               | Okcitán         | Portugál               | Román                | Szárd                    | Spanyol                        | Jelentés            |
| ----------------------------------------------------------------------------- | ------------------------ | ---------- | ------------------- | --------------- | ---------------------- | -------------------- | ------------------------ | ------------------------------ | ------------------- |
| [mattiana] mala, (pomum)                                                      | poma                     | pomme      | mela, pomo          | poma            | maçã                   | măr                  | mela                     | manzana                        | alma                |
| bracchium                                                                     | braç                     | bras       | braccio             | braç            | braço                  | braţ                 | bratzu                   | brazo                          | kar                 |
| sagitta (frank: fleuka)                                                       | fletxa, sageta           | flèche     | freccia, saetta     | sageta          | seta, flecha           | săgeată              | fretza                   | flecha, saeta                  | nyíl                |
| lectus, camba                                                                 | llit                     | lit        | letto               | lièch           | leito, cama            | pat                  | lettu                    | cama, lecho                    | ágy                 |
| nigrum                                                                        | negre                    | noir       | nero                | negre           | preto, negro           | negru                | nieddu, nigru            | negro                          | fekete              |
| liber, librum                                                                 | llibre                   | livre      | libro               | libre           | livro                  | carte                | libru, lìburu            | libro                          | könyv               |
| pectus                                                                        | pit                      | poitrine   | petto               | pitre           | peito                  | piept                | pettus                   | pecho                          | mell                |
| feles, cattus                                                                 | gat                      | chat       | gatto               | cat             | gato                   | pisică               | gattu, battu             | gato                           | macska              |
| sella (görög: kathedra)                                                       | cadira                   | chaise     | sedia               | cadièra         | cadeira                | scaun                | cadira, cadrea           | silla                          | szék                |
| frigus (melléknév: frigidus)                                                  | fred                     | froid      | freddo              | freg            | frio                   | frig                 | fridu                    | frío                           | hideg               |
| vacca                                                                         | vaca                     | vache      | mucca, vacca        | vaca            | vaca                   | vacă                 | bacca                    | vaca                           | tehén               |
| dies (melléknév: diurnus)                                                     | dia, jorn                | jour       | giorno              | jorn            | dia                    | zi                   | die                      | día                            | nap                 |
| mortuus                                                                       | mort                     | mort       | morto               | mort            | morto                  | mort                 | mortu, mottu             | muerto                         | halott              |
| mori                                                                          | morir                    | mourir     | morire              | morir           | morrer                 | (a) muri             | morrer                   | morir                          | meghalni            |
| familia                                                                       | família                  | famille    | famiglia            | familha         | família                | familie              | famìlia                  | familia                        | család              |
| digitus                                                                       | dit                      | doigt      | dito                | det             | dedo                   | deget                | didu                     | dedo                           | ujj                 |
| flos, florem                                                                  | flor                     | fleur      | fiore               | flor            | flor                   | floare               | frore                    | flor                           | virág               |
| donare, dare                                                                  | donar                    | donner     | dare                | donar           | dar                    | (a) da               | dare                     | donar, dar                     | adni                |
| ire, (ambulare)                                                               | anar                     | aller      | andare              | anar            | ir                     | (a) merge, (a) umbla | andare                   | ir                             | menni               |
| aurum                                                                         | or                       | or         | oro                 | aur             | ouro                   | aur                  | oru                      | oro                            | arany               |
| manus                                                                         | mà                       | main       | mano                | man             | mão                    | mână                 | manu                     | mano                           | kéz                 |
| altus                                                                         | alt                      | haut       | alto                | aut             | alto                   | înalt                | artu, attu               | alto                           | magas               |
| domus, casa                                                                   | casa                     | maison     | casa                | casa            | casa                   | casă                 | domo                     | casa                           | ház                 |
| ego                                                                           | jo                       | je         | io                  | ieu             | eu                     | eu                   | deo, eo                  | yo                             | én                  |
| atramentum, tincta                                                            | tinta                    | encre      | inchiostro          | tencha          | tinta                  | cerneală             | tinta                    | tinta                          | tinta               |
| ianuarius                                                                     | gener                    | janvier    | gennaio             | genièr          | janeiro                | ianuarie             | ghennarzu, bennarzu      | enero                          | január              |
| sucus                                                                         | suc                      | jus        | succo               | suc             | suco, sumo             | suc                  | sutzu                    | jugo, zumo                     | gyümölcslé          |
| clavis, clavem                                                                | clau                     | clé        | chiave              | clau            | chave                  | cheie                | crae                     | llave, clave                   | kulcs               |
| homo, hominem                                                                 | home                     | homme      | uomo                | òme             | homem                  | om                   | òmine                    | hombre                         | ember               |
| luna                                                                          | lluna                    | lune       | luna                | luna            | lua                    | lună                 | luna                     | luna                           | hold                |
| nox, noctem                                                                   | nit                      | nuit       | notte               | nuèch           | noite                  | noapte               | notte                    | noche                          | éjszaka             |
| senex, vetulus                                                                | vell                     | vieux      | vecchio             | vièlh           | velho                  | vechi, bătrân        | betzu, sèneghe, vedústus | viejo                          | öreg, régi          |
| Latin                                                                         | Katalán                  | Francia    | Olasz               | Okcitán         | Portugál               | Román                | Szárd                    | Spanyol                        | Jelentés            |
| unus                                                                          | un                       | un         | un, uno             | un              | um                     | unu                  | unu                      | un, uno                        | egy                 |
| duo, duos                                                                     | dos, dues                | deux       | due                 | dos             | dois, duas             | doi                  | duos, duas               | dos                            | kettő               |
| tres                                                                          | tres                     | trois      | tre                 | tres            | tres                   | trei                 | tres                     | tres                           | három               |
| quattuor                                                                      | quatre                   | quatre     | quattro             | quatre          | quatro                 | patru                | batoro                   | cuatro                         | négy                |
| quinque (vulg. cinque)                                                        | cinc                     | cinq       | cinque              | cinc            | cinco                  | cinci                | chimbe                   | cinco                          | öt                  |
| sex                                                                           | sis                      | six        | sei                 | sieis           | seis                   | şase                 | ses                      | seis                           | hat                 |
| septem                                                                        | set                      | sept       | sette               | sèt             | sete                   | şapte                | sete                     | siete                          | hét                 |
| octo                                                                          | vuit                     | huit       | otto                | ueit, uech      | oito                   | opt                  | oto                      | ocho                           | nyolc               |
| novem                                                                         | nou                      | neuf       | nove                | nòu             | nove                   | nouă                 | noe                      | nueve                          | kilenc              |
| decem                                                                         | deu                      | dix        | dieci               | dètz            | dez                    | zece                 | deghe                    | diez (dieci-)                  | tíz                 |
| pirum, pira                                                                   | pera                     | poire      | pera                | pera            | pêra                   | pară                 | pira                     | pera                           | körte               |
| ludere (iocare)                                                               | jugar                    | jouer      | giocare             | jogar           | jogar                  | (a) se juca          | zogare                   | jugar                          | játszani            |
| anulus, anellus                                                               | anell                    | anneau     | anello              | anell           | anel                   | inel                 | aneddu                   | anillo                         | gyűrű               |
| flumen, rivus                                                                 | riu                      | fleuve     | fiume               | riu             | rio                    | râu                  | riu, frùmine             | río                            | folyó               |
| consuere                                                                      | cosir                    | coudre     | cucire              | cóser           | coser                  | (a) coase            | cosire                   | coser                          | varrni              |
| nix, nivem                                                                    | neu                      | neige      | neve                | nèu             | neve                   | nea, zăpadă          | nie                      | nieve                          | hó                  |
| capire, prehendere                                                            | agafar, prendre          | prendre    | prendere            | préner          | apanhar, tomar, colher | (a) prinde           | pigare                   | agarrar, coger, prender, tomar | (meg)fogni, elkapni |
| (accu+) ille                                                                  | aquell                   | quel       | quello              | aquel           | aquele                 | acel                 | cuddu, cussu             | aquél                          | az (névmás)         |
| ille, illa, illud, illi, illae, illa, illum, illam, illud, illos, illas, illa | el, la, ho els, les, los | le, la les | il/lo, la i/gli, le | lo, la los, las | o, a os, as            | -ul, -a -i, -le      | su, sa sos, sas, is      | el, la, lo los, las, –         | a, az (névelő)      |
| iactare, lanceare                                                             | llençar                  | lancer     | lanciare            | lançar          | lançar, atirar         | (a) arunca           | ghettare/bettare         | echar, lanzar                  | dobni               |
| Iovis dies                                                                    | dijous                   | jeudi      | giovedì             | dijòus          | quinta-feira           | joi                  | zobia                    | jueves                         | csütörtök           |
| arbor                                                                         | arbre                    | arbre      | albero              | arbre           | árvore                 | arbore, pom, copac   | àrvore                   | árbol                          | fa                  |
| urna                                                                          | urna                     | urne       | urna                | urna            | urna                   | urnă                 | urna                     | urna                           | urna                |
| vox, vocem                                                                    | veu                      | voix       | voce                | votz            | voz                    | voce, glas           | boghe                    | voz                            | hang                |
| ubi, unde, quo                                                                | on                       | où         | dove                | ont             | onde                   | unde                 | ue                       | dónde                          | hol? hová?          |
| albus (blancus, germanizmus)                                                  | blanc                    | blanc      | bianco              | blanc           | branco, alvo           | alb                  | àbru                     | blanco, albo                   | fehér               |
| quis, quem                                                                    | qui                      | qui        | chi                 | quau            | quem                   | cine                 | chie                     | quién                          | ki?                 |
| mundus                                                                        | món                      | monde      | mondo               | mond            | mundo                  | lume                 | mundu                    | mundo                          | világ               |
| flavus, galbus                                                                | groc                     | jaune      | giallo              | jaune           | amarelo                | galben               | grogu                    | amarillo                       | sárga               |
| Latin                                                                         | Katalán                  | Francia    | Olasz               | Okcitán         | Portugál               | Román                | Szárd                    | Spanyol                        | Jelentés            |

A hasonlóságot szemlélteti a „Minden emberi lény szabadon születik, s egyenlő méltósága és joga van” mondat is (Az Emberi Jogok Egyetemes Nyilatkozata) az újlatin nyelvekben:
| portugál          | Todos os seres humanos nascem livres e iguais em dignidade e em direitos.     |
| galiciai          | Tódolos seres humanos nacen libres e iguais en dignidade e en dereitos.       |
| asztúriai         | Tolos seres humanos ñacen llibres ya iguales en dignidá y drechos.            |
| spanyol           | Todos los seres humanos nacen libres e iguales en dignidad y derechos.        |
| szárd             | Totu sos èsseres umanos naschint lìberos e eguales in dinnidade e in deretos. |
| aragóniai         | Toz os sers umans naixen libres e iguals en dinnidat e en dreitos.            |
| katalán           | Tots els éssers humans naixen lliures i iguals en dignitat i en drets.        |
| okcitán           | Totes los èssers umans naisson liures e egals en dignitat e en dreches.       |
| francia           | Tous les êtres humains naissent libres et égaux en dignité et en droits.      |
| rétoromán, romans | Tuots umans naschan libers ed eguals in dignità e drets.                      |
| rétoromán, friuli | Ducj i oms a nassin libars e compagns come dignitât e derits.                 |
| olasz             | Tutti gli esseri umani nascono liberi ed eguali in dignità e diritti.         |
| román             | Toate ființele umane se nasc libere și egale în demnitate și în drepturi.     |

## Külső hivatkozások
- (angolul) Enthnologue
- (spanyolul) Real Academia Española (Spanyol Királyi Akadémia)
- (spanyolul), (katalánul) Linguaweb – spanyol–katalán nyelvészeti fórum